# Jaime Lannister
(Jaime Lannister)
Jaime Lannister (pronuncia [/ˈdʒeɪmi ˈlænɪstə/]) è un personaggio della saga letteraria di genere fantasy medievale Cronache del ghiaccio e del fuoco, creata dallo scrittore statunitense George R. R. Martin.
Jaime appare sin dal primo romanzo, Il gioco del trono, ma diventa personaggio narrante solo a partire dal terzo, Tempesta di spade.

## Caratteristiche del personaggio
Primo figlio maschio di lord Tywin Lannister, lord di Castel Granito e di sua moglie Joanna, è fratello gemello di Cersei Lannister.
Jaime è un uomo affascinante e presuntuoso, nonché un prodigioso spadaccino. È noto come regicida per aver ucciso il "Re Folle" Aerys di cui era Guardia reale, guadagnandosi il soprannome di "Sterminatore di Re". Perdonato per questo gesto dal re successivo, Robert Baratheon, viene reintegrato nella Guardia reale.
Seducente, bello, cinico ed insensibile, è uno dei migliori combattenti dei Sette Regni: egli infatti è stato capace di sterminare da solo la guardia di Robb Stark e di riuscire a mettere in estrema difficoltà Brienne di Tarth battendosi contro di lei in catene, dopo mesi passati in delle segrete ed usando una spada da lui mai impugnata prima di allora. Secondo Ser Barristan Selmy Jamie è il miglior spadaccino naturale che lui abbia mai conosciuto..
Ha un carattere arrogante, sicuro di sé e si considera un uomo unico. Tende a prendere la vita con poca serietà e ricorre all'ironia persino nei momenti più difficili pur di non mostrarsi vulnerabile di fronte agli avversari. Non desidera cariche politiche a causa della grande responsabilità che esse comportano. Il suo aspetto e il suo carattere mutano notevolmente dopo la prigionia a Delta delle Acque, l'incontro con Brienne di Tarth e la perdita della mano destra, portandolo a diventare così un uomo più umile e serio.

## Biografia del personaggio

### Passato
Jaime Lannister nacque nel 266º anno dopo la conquista del Continente Occidentale da parte di Aegon Targaryen; è il primo maschio di lord Tywin Lannister e sua moglie Joanna, fratello gemello di Cersei, nato pochi istanti dopo, stringendo un piede di lei.
Fin da piccoli, Jaime e sua sorella gemella Cersei appaiono inseparabili e provano una reciproca attrazione che va ben oltre il normale rapporto tra fratello e sorella. Dopo che i due gemelli vengono scoperti da una serva in atteggiamenti troppo intimi, la loro madre, lady Joanna, informata dell'accaduto, dispone che le loro camere siano spostate rispettivamente dalle parti opposte di Castel Granito. A otto anni Jaime perde sua madre mentre dà alla luce suo fratello Tyrion. Sebbene Tyrion nasca nano e deforme, Jaime gli vuole bene e lo tratta sempre con gentilezza e rispetto, al contrario di Cersei e suo padre Tywin, che invece lo disprezzano.
A undici anni Jaime è inviato a Crakehall per divenire scudiero di lord Sumner Crakehall. Due anni più tardi, ancora non investito cavaliere, vince il suo primo torneo. A quindici anni segue lord Sumner nella repressione di una banda di fuorilegge conosciuta come la Fratellanza di Bosco del Re: nello scontro finale con i banditi difende lord Sumner, impossibilitato a combattere, contro Ben il Pancione e incrocia la spada con il Cavaliere Sorridente, uno spadaccino straordinario quanto psicotico, benché a sconfiggerlo sia poi il cavaliere della Guardia Reale ser Arthur Dayne. Per i suoi atti eroici viene investito cavaliere proprio dalla Spada dell'Alba di ser Dayne. Di ritorno dall'impresa, viene raggiunto dalla sorella Cersei che gli rivela i piani del padre di maritarlo a Lysa Tully, secondogenita di lord Hoster Tully di Delta delle Acque. Per evitare ciò, Cersei lo convince a entrare nella Guardia Reale dato che la morte nel sonno di ser Harlan Grandison ha liberato un seggio. Prende quindi il Bianco durante il Torneo di Harrenhal per mano del lord Comandante ser Gerold Hightower. Non prende parte però al Torneo perché il re Aerys II gli ordina di scortare la regina Rhaella e il principe Viserys ad Approdo del Re, benché ser Gerold si offrisse per l'incarico: da qui Jamie comprende come il Bianco gli sia stato concesso non per il riconoscimento del suo valore sul campo, ma solamente per privare il suo Primo Cavaliere lord Tywin del suo erede legittimo, come atto di invidia e ripicca del re nei confronti del suo consigliere, sempre più influente presso la sua corte. Inizia così un periodo tormentato: suo padre richiama Cersei a Castel Granito allontanandola da lui, e la corte del sovrano si rivela per lui un ambiente inospitale, anche per il fatto che alcuni suoi confratelli sono contrari alla sua nomina per via della giovane età, in particolare ser Gerold Hightower e ser Barristan Selmy, mentre altri, come ser Arthur Dayne e ser Oswell Whent, lo avranno in una certa considerazione.
Assiste inerte all'arresto di Brandon Stark e del suo seguito e successivamente alla sua esecuzione nella Sala del Trono assieme al padre, lord Rickard Stark. In seguito a questo episodio, il lord Comandante, parlando con lui, gli ricorderà i suoi doveri di Guardia Reale: servire e proteggere il re, senza giudicarlo. Durante la Guerra dell'Usurpatore (nota anche come Ribellione di Robert) rimane nella Capitale per volere di Aerys, poiché il re teme possibili mosse di suo padre contro di lui e vuole una garanzia per la sua lealtà. Cerca di convincere il principe Rhaegar a portarlo con lui con le altre Guardie in quella che sarà la Battaglia del Tridente, ma fallisce. Unico membro della Guardia Reale rimasto ad Approdo del Re dopo la sconfitta al Tridente, assiste ai preparativi del re, ormai in preda alla pazzia, per bruciare e distruggere la Capitale in modo da renderla, nel suo delirio, la sua enorme pira con l'ausilio dell'altofuoco, precedentemente piazzato secondo i suoi ordini sotto tutti i luoghi più importanti della città. Jaime, per salvare la popolazione dalla follia di questo piano, uccide nella Sala del Trono il leader dell'Ordine degli Alchimisti, Rossart, appena incaricato del compito, e il re, pugnalandolo alle spalle, proprio mentre le truppe di suo padre lord Tywin si presentano davanti alle mura della città. Jaime terrà segrete le vere ragioni del suo gesto a tutti, accettando di veder infangato il suo onore e il suo nome e di essere bollato come traditore. L'unica persona a cui, in preda alla febbre, rivelerà questa storia sarà Brienne di Tarth anni dopo. Dopo aver ucciso il re Folle, aspetta l'arrivo di Eddard Stark, a capo dell'avanguardia delle truppe di Robert Baratheon, seduto sul Trono di Spade con ancora la spada sporca del sangue del re che aveva giurato di proteggere. Per questo gesto Ned Stark proverà sempre avversione nei suoi confronti. Ottiene il perdono reale dal nuovo sovrano Robert Baratheon e farà parte della scorta che condurrà Cersei Lannister ad Approdo del Re per sposare il re.
Negli anni successivi, dalla sua relazione clandestina incestuosa con Cersei nascono tre figli, Joffrey, Myrcella e Tommen, che Cersei spaccia per figli ed eredi legittimi di Robert Baratheon. La prima e unica volta che Cersei rimane incinta di Robert Baratheon, Jaime trova una donna alla sorella in modo che possa abortire e liberarsi del figlio di Robert.

### Il gioco del trono
Dopo la morte improvvisa di Jon Arryn, Primo Cavaliere del re, Robert Baratheon viaggia verso Nord a far visita a Eddard Stark a Grande Inverno per convincerlo a prendere il posto di lord Arryn. Gran parte della corte accompagna il re nel suo viaggio tra cui Jaime, come membro della Guardia reale, e sua sorella, la regina Cersei.
Durante una battuta di caccia prima del loro ritorno al sud, Jaime e Cersei vengono scoperti da Bran Stark, uno dei figli minori di Ned, in atteggiamenti intimi in una torre diroccata del castello. Jaime lo fa precipitare dalla finestra per sbarazzarsi di lui, in modo che non possa raccontare ciò che ha visto. Bran sopravvive, ma non ricorderà più nulla dell'accaduto.
Dopo l'arrivo di Eddard Stark ad Approdo del Re, ora Primo Cavaliere del re, Jaime partecipa al torneo voluto da re Robert in onore di Ned. Essendo un ottimo cavaliere vince in vari scontri, ma viene sconfitto alla fine dal Mastino. Nella caduta, l'elaborato elmo a forma di testa di leone indossato da Jaime si deforma ed egli, non riuscendo più a toglierselo, deve farsi aiutare a lasciare il campo tra l'ilarità generale della folla.
Venuto a conoscenza del rapimento del fratello Tyrion da parte di lady Catelyn Tully, tende un agguato ad Eddard che, dopo uno scontro verbale con re Robert durante una seduta del Concilio Ristretto del re, non è più formalmente il Primo Cavaliere del re. In seguito allo scontro, Eddard rimane gravemente ferito e una buona parte della sua scorta rimane uccisa.
Dopo l'agguato a Ned, Jaime scappa a Castel Granito, dove comincia a radunare un esercito. Con l'inizio di una guerra di successione scoppiata dopo la morte di re Robert, Jaime è in prima fila tra le schiere Lannister comandate da suo padre Tywin. Successivamente però viene rapito e preso come ostaggio dagli Stark, che sperano di scambiarlo con le sorelle Sansa e Arya, tenute prigioniere alla Fortezza Rossa.

### Lo scontro dei re
Mentre Jaime è ancora prigioniero degli Stark a Delta delle Acque, Tyrion elabora un piano per liberarlo, servendosi di soldati travestiti, ma il piano fallisce. Per impedirgli di fuggire nuovamente, Edmure Tully lo trasferisce nei sotterranei, dove viene incatenato e lasciato sporco e malnutrito. Un giorno lady Catelyn si presenta alla sua cella con l'intenzione di interrogarlo: lui le racconta di alcuni episodi del suo passato, tra i quali l'uccisione del Re Folle, e ammette il suo rapporto incestuoso con Cersei e il tentato omicidio di Bran.

### Tempesta di spade
Lo Sterminatore di re viene a sorpresa liberato da lady Stark, che ingenuamente spera di poter così riavere indietro le sue due figlie imprigionate ad Approdo del Re. Jaime viene scortato alla capitale da Brienne di Tarth e da suo cugino Cleos Frey. Durante il viaggio Jaime e Brienne vengono però presi prigionieri da un gruppo di Guitti Sanguinari comandato da lord Roose Bolton.
Mentre è prigioniero dei Guitti Sanguinari, a Jaime viene amputata la mano destra. Il recupero è lungo e doloroso, e Jaime attraversa un momento di forte crisi personale. Gli viene infine concesso di tornare ad Approdo del Re, ma durante il tragitto decide di tornare indietro per salvare Brienne di Tarth dalla prigionia.
Tornato ad Approdo del Re, Jaime torna al comando della Guardia Reale, e inizia a prendere confidenza con la sua mano sinistra, con cui è costretto a maneggiare la spada. Nel frattempo assiste al processo di suo fratello Tyrion, accusato di aver ucciso re Joffrey, e si ricongiunge con l'amata sorella. Avendo però ormai stretto un forte legame con Brienne di Tarh, Jaime cede a quest'ultima la propria spada di acciaio di Valyria appena avuta in dono da suo padre e le ordina di cercare Sansa Stark per mantenere la promessa a Catelyn Stark.
Con l'aiuto di Varys, riesce a far scappare suo fratello dalle prigioni della Fortezza Rossa e gli rivela la verità su Tysha, la ragazza che Tyrion anni prima aveva sposato e il cui matrimonio era stato infranto quando il padre Tywin, con la complicità di Jaime, aveva fatto passare la ragazza per una prostituta per poi farla stuprare dalle sue guardie. Infuriato, Tyrion gli fa credere di aver veramente ucciso suo figlio Joffrey e gli rivela che, durante la sua assenza, Cersei ha avuto rapporti sessuali con il loro cugino Lancel e con Osmund Kettleblack.

### Il banchetto dei corvi
Dopo l'assassinio di lord Tywin a opera di Tyrion, Jaime resta per diversi giorni a vegliare sul corpo del padre, chiedendosi se stia realmente provando dolore per il ben poco affettuoso genitore, ma sentendosi comunque in colpa per la sua morte. Durante la notte, Cersei lo va a trovare e lo prega di diventare Primo Cavaliere del re. Jaime rifiuta e Cersei, infuriata, afferma di essere stata una pazza solo per averlo amato.
I rapporti tra Jaime e Cersei diventano sempre più tesi e la loro relazione amorosa finisce per collassare. Cersei gli ordina di lasciare Approdo del Re per assumere il controllo sull'assedio di Delta delle Acque. Jaime accetta, a patto che possa portare con sé ser Ilyn Payne. Il castello è sotto il controllo di ser Brynden Tully, chiamato il "Pesce Nero", uno dei pochi cavalieri ancora fedeli a Robb Stark, di cui è il prozio. Prima di partire, Jaime si fa forgiare una mano d'oro per sostituire la mano perduta. Recatosi a Delta delle Acque, riesce a riprendere il castello senza spargimenti di sangue, mantenendo così la promessa fatta a lady Catelyn di non far del male a nessun altro della sua famiglia. Durante le notti continua ad allenarsi nell'arte della spada con ser Ilyn Payne, anche se trova diverse difficoltà ad abituarsi alla mano sinistra. Durante il suo viaggio riceve una lettera da parte di Cersei che, essendo stata arrestata dal Credo, lo supplica di venire a salvarla ad Approdo del Re; Jaime, tuttavia, avendo ormai capito la vera natura di Cersei e non provando più l'amore che nutriva una volta per lei, getta la lettera nel fuoco.

### Una danza con i draghi
Jaime giunge a Sala dei Corvi, sede di Casa Blackwood, ultima roccaforte dei sostenitori di Robb Stark, tenuta sotto assedio da lord Jonos Bracken. Lord Bracken lo aggiorna sulla situazione, e Jaime decide quindi di trattare con Tytos Blackwood: quest'ultimo acconsente a giurare fedeltà a re Tommen, voltando le spalle ai Tully e agli Stark, ma in cambio i Blackwood dovranno cedere alcune delle loro terre ai Bracken e mandare loro figlio Hoster come ostaggio ad Approdo del Re. Dal momento che anche i Bracken erano alleati degli Stark, Jaime chiede che venga mandata nella capitale anche una delle figlie di lord Bracken. Jaime si rimette dunque in viaggio verso Delta delle Acque. Si accampa a Pennytree, dove riceve una visita inaspettata di Brienne di Tarth. La donna dice a Jaime di aver trovato Sansa, e che si trova ad un solo giorno di cammino. Dice anche che deve seguirla da solo, altrimenti il Mastino ucciderà la ragazza.

## Trasposizione televisiva
Nella serie televisiva Il Trono di Spade, tratta dai romanzi di Martin, il personaggio di Jamie è interpretato dall'attore danese Nikolaj Coster-Waldau.
Nel telefilm, la storyline del personaggio ricalca quella narrata nei romanzi, fino al termine della terza stagione, a partire dalla quale si distaccherà in modo sempre più marcato dalla storia originale.

### Prima stagione
Dopo la morte improvvisa di Jon Arryn, Primo Cavaliere del re, Robert Baratheon viaggia verso Nord a far visita a Eddard Stark a Grande Inverno per convincerlo a prendere il posto di lord Arryn. Gran parte della corte accompagna il re nel suo viaggio tra cui Jaime, come membro della Guardia reale, e sua sorella, la regina Cersei. Durante la loro permanenza a Grande Inverno, Jaime e Cersei vengono scoperti da Bran Stark, uno dei figli minori di Ned, mentre consumano un rapporto sessuale in una torre diroccata del castello. Jaime lo fa precipitare dalla finestra per sbarazzarsi di lui, in modo che non possa raccontare ciò che ha visto. Bran sopravvive, ma non ricorderà più nulla dell'accaduto.
Venuto a conoscenza del rapimento del fratello Tyrion da parte di lady Catelyn Stark, Jaime tende un agguato ad Eddard. In seguito allo scontro, Eddard rimane gravemente ferito da uno degli uomini al servizio di Jaime e una buona parte della sua scorta rimane uccisa. Jaime, rabbioso per l'intervento della sua guardia nel combattimento, rinuncia a catturare Ned dopo aver colpito al volto colui che lo ha ferito alla gamba, dopodiché intima a Ned di lasciare andare suo fratello. Allo scoppio della guerra tra Stark e Lannister, Jaime viene sconfitto in battaglia e catturato dalle truppe di Robb che, con uno stratagemma, aveva fatto sì che Tywin ricevesse informazioni errate mentre in realtà la maggior parte del suo esercito ha attaccato lo Sterminatore di Re e i suoi uomini. Jaime confessa subito agli Stark di aver attentato alla vita di Bran, senza però rivelarne il motivo.

### Seconda stagione
Robb Stark tiene Jaime imprigionato in una gabbia. A un certo punto, Jaime cerca di fuggire, uccidendo il proprio cugino e compagno di prigionia Alton Lannister e strangolando la guardia Torrhen Karstark, quando questa viene a indagare. Il piano di fuga non ha successo, ma la rabbia del padre di Torrhen, Rickard, si dimostra fatale per la campagna di Robb nei mesi successivi. Jaime pungola Catelyn, parlando dell'infedeltà del marito, ma questa lo libera e ordina a Brienne di Tarth di accompagnarlo ad Approdo del Re, sperando di scambiarlo con le sue figlie Sansa e Arya, che ella ritiene entrambe prigioniere ad Approdo del Re. Come si scoprirà in seguito, Jaime stesso ha dato la sua parola a Catelyn di restituirle le figlie sane e salve dopo il suo ritorno alla capitale.

### Terza stagione
Jaime e Brienne sono in viaggio verso Approdo del Re, ma quando quest'ultimo riesce a sottrarle una delle spade e ad ingaggiare un combattimento, i due attirano troppo l'attenzione e vengono catturati da un gruppo di soldati agli ordini di Roose Bolton, vassallo degli Stark. Jaime, in un inatteso atto di bontà, riesce a convincerli a non violentare Brienne, ma il loro leader Locke, offeso dal fatto che Jaime cerchi di utilizzare il suo status per assicurarsi la sua liberazione, gli mozza la mano destra. Jaime viene ulteriormente malmenato e deriso dai soldati capeggiati da Locke e quando dice a Brienne di non valere più nulla senza la sua mano destra (quella con cui impugnava la spada), viene aspramente rimproverato dalla donna, che gli rinfaccia di aver solo vissuto un assaggio della vita vera dove moltissime persone soffrono e perdono cose a loro importanti. Ciò porta Jaime a maturare un sempre più crescente rispetto nei confronti di Brienne. 
I due vengono portati ad Harrenhal, dove l'ex maestro Qyburn cura la ferita di Jaime evitando di amputargli il braccio; sempre ad Harrenal, Jaime rivela a Brienne il motivo per cui uccise re Aerys, atto con cui attirò su di sé il disprezzo di tutti: il Re Folle gli aveva ordinato di uccidere suo padre Tywin e ordinato di far saltare in aria tutta Approdo del Re dandola in pasto alle fiamme con l'altofuoco. Brienne rimane sconvolta dalla confessione dello Sterminatore di Re e da allora smette di chiamarlo con tale epiteto e riferendosi a lui chiamandolo solo "Ser Jaime". Roose Bolton permette a Jaime di tornare ad Approdo del Re, ma insiste a tenere Brienne prigioniera per un riscatto al padre di quest'ultima. Jaime, scoperto che Locke ha rifiutato l'oro offerto dal padre di Brienne, torna dunque indietro a salvare la donna, che Locke aveva condannato ad essere uccisa da un orso, per il divertimento dei presenti. Jaime rischia la vita per salvarla e riesce nel suo intento. I due raggiungono Approdo del Re, e Jaime si riunisce con Cersei.

### Quarta stagione
Il padre di Jaime, lord Tywin, dona al figlio una spada forgiata facendo fondere Ghiaccio, lo spadone appartenuto all'ormai defunto Ned Stark, e gli chiede di dimettersi dalla Guardia reale, diventando lord di Castel Granito, ma Jaime rifiuta, facendo arrabbiare il padre. Qyburn procura a Jaime una mano di metallo color oro, come protesi per la mano persa, e suo fratello Tyrion organizza per lui delle lezioni di scherma a cura della sua guardia del corpo Bronn, in modo che possa abituarsi all'uso della mano sinistra. Cersei rifiuta inizialmente di riprendere il loro rapporto, ma, alla morte del loro figlio Joffrey, finiranno per consumare un rapporto sessuale proprio davanti al suo cadavere. Cersei vuole Sansa Stark morta perché la ritiene complice nell'omicidio del figlio. Jaime, però, dona a Brienne la spada regalatagli da suo padre e le affida come scudiero Podrick Payne, chiedendole di trovare Sansa e sua sorella Arya, entrambe scomparse, e portarle al sicuro, per onorare la promessa fatta a Catelyn. 
Essendo Tyrion accusato dell'omicidio di Joffrey, Jaime convince Tywin, che ricopre il ruolo di giudice, a risparmiargli la vita in cambio della sua uscita dalla Guardia reale, consapevole che Cersei abbia corrotto tutti i testimoni per condannare Tyrion. Tuttavia, Tyrion, sentendo la falsa testimonianza della sua ex-amante, Shae, non riesce a seguire le indicazioni del fratello e impedisce a Tywin di giudicarlo, chiedendo un processo per combattimento. Tyrion perde il processo e viene condannato a morte, ma Jaime lo libera dalla sua cella e lo aiuta a fuggire a Essos. Prima di partire, però, Tyrion uccide Tywin.

### Quinta stagione
Cersei si rende conto che è stato Jaime a liberare Tyrion e lo incolpa della morte del padre; dal canto suo, Jaime confessa a Bronn di voler uccidere il fratello per la colpa di cui si è macchiato. A causa della morte di Oberyn Martell, campione di Tyrion durante il processo per duello, giunge un messaggio da Dorne, in cui indirettamente si minaccia la vita di Myrcella, secondogenita di Cersei e Jaime e promessa sposa del principe Trystane Martell. Jaime e Bronn si recano in segreto a Dorne per salvare Myrcella, ma si ritrovano coinvolti in uno scontro con le tre figlie di Oberyn, le Serpi delle Sabbie; tutti e cinque verranno comunque arrestati e imprigionati per ordine del principe di Dorne, Doran Martell. Doran, ignaro della minaccia lanciata alla futura nuora, scopre che sono l'amante di Oberyn, Ellaria Sand, e le Serpi delle Sabbie a volerla morta. Doran decide dunque di permettere a Myrcella di partire con Jaime e Bronn, accompagnati dal figlio Trystane. In nave, Jaime cerca di confessare a Myrcella di essere il suo vero padre, ma ella gli rivela di saperlo già da tempo e afferma di esserne felice. Tuttavia, Myrcella muore poco dopo, a causa di un veleno ad azione ritardata, somministratole da Ellaria Sand.

### Sesta stagione
Jaime, profondamente addolorato, torna ad Approdo del Re con il cadavere di Myrcella e scopre che il leader religioso chiamato Alto Passero gestisce il regno al posto del debole re Tommen, figlio minore di Cersei e Jaime. Jaime si unisce all'esercito della Casa Tyrell per lanciare un attacco al Tempio di Baelor, ma l'assalto viene annullato quando la regina Margaery Tyrell, moglie di Tommen, aderisce al Credo e induce Tommen a fare altrettanto. 
Come punizione, Jaime viene rimosso dalla Guardia reale e inviato a Delta delle Acque con Bronn per assistere la Casa Frey nell'abbattimento di Brynden Tully, detto il Pesce Nero, e delle forze Tully occupanti. Jaime si incontra con Brienne, che ha ritrovato Sansa Stark e vorrebbe che l'assedio terminasse, in modo da poter convincere le forze Tully a unirsi a quelle Stark, per strappare Grande Inverno ai Bolton. Brienne, avendo ritrovato Sansa e compiuto la missione che Jaime le aveva affidato, vorrebbe restituire Giuramento a Jaime, ma quest'ultimo rifiuta dicendole che la spada sarà sempre sua. Jaime decide di appoggiare l'iniziativa di Brienne, ma ogni tentativo di negoziazione fallisce. Jaime allora minaccia l'erede di Casa Tully, Edmure, di uccidere suo figlio ed Edmure ordina ai soldati Tully di aprire le porte ai loro assalitori, permettendo a lord Frey di impossessarsi del castello. Dopo aver saputo della dipartita del Pesce Nero, Jaime scorge Brienne e Podrick allontanarsi su una barca e saluta la donna silenziosamente. 
Al suo ritorno ad Approdo del Re, Jaime scopre che Cersei ha usato l'altofuoco per far saltare in aria il Tempio di Baelor, uccidendo i suoi nemici e centinaia di persone innocenti, lo stesso folle piano che Aerys voleva mettere in pratica e per impedire il quale Jaime lo aveva ucciso; inoltre, Tommen si è suicidato per l'orrore di quanto è accaduto. Tornato alla Fortezza Rossa, Jaime assiste all'incoronazione della sorella come sovrana dei Sette Regni.

### Settima Stagione
Jaime è ora il comandante dell'esercito della corona, al servizio della sorella, la quale, impegnata nella guerra con Daenerys Targaryen, si allea con Euron Greyjoy. Intanto, Jaime sacrifica Castel Granito, lasciando solo una piccola parte di soldati Lannister a difenderlo dagli Immacolati, mentre Euron brucia le loro navi, intrappolandoli. La maggior parte delle truppe Lannister, guidate da Jaime, conquistano e saccheggiano Alto Giardino, impossessandosi del cibo e dell'oro dei Tyrell. Alla fine della battaglia, Jaime incontra lady Olenna e le concede una morte indolore, facendole bere del vino avvelenato. Olenna dà un'ultima stoccata a Jaime, rivelando di essere la vera assassina di Joffrey. Nei pressi delle Rapide Nere, l'esercito di Jaime viene assaltato dai Dothraki e da Daenerys, a cavallo del drago Drogon, i quali fanno un massacro. Mentre Daenerys è intenta ad estrarre un dardo di balestra dalla spalla di Drogon, Jaime cerca di ucciderla con un attacco suicida, per poi essere salvato da Bronn poco prima che il drago lo bruci vivo.
Grazie all'intercessione di Bronn, Jaime riceve un'inaspettata visita di Tyrion. Malgrado i dissapori tra i due, dovuti all'uccisione del padre da parte del Folletto, Jaime ascolta il fratello, che lo informa dell'imminente arrivo di un esercito di morti da oltre la Barriera e che lui e Daenerys porteranno prove che convinceranno Cersei a stabilire un armistizio per unire le forze. Cersei, che già sapeva del loro incontro, spiega a Jaime di voler giocare d'astuzia per vincere e di essere per questo interessata all'armistizio; dichiara poi al fratello di essere incinta del loro quarto figlio e di non voler nascondere il fatto che sia lui il padre. Jaime, felice, abbraccia la sorella, ma rimane turbato quando quest'ultima gli intima di non voltargli più le spalle. 
Quando la sorella accetta la tregua con Daenerys, Jaime fa preparare le truppe per partire verso Nord e contribuire alla battaglia contro i non-morti, ma Cersei gli rivela di aver mentito: ha complottato con Euron per assumere la Compagnia Dorata e portarla a Westeros, in modo da combattere contro i sopravvissuti della guerra tra i non-morti e l'esercito di Daenerys e del Nord. Jaime, ormai senza alcuna speranza che la sorella ritrovi la ragione, risponde di non avere alcuna intenzione di rompere il giuramento di alleanza e parte per il Nord da solo.

### Ottava Stagione
Jaime giunge al Nord, dove rivela ai lord e a Daenerys il tradimento di Cersei: non fidandosi di lui e volendo punirlo per la morte del padre, Daenerys vorrebbe condannarlo a morte, ma Jon e Sansa, convinti da Tyrion e Brienne, lo assolvono e decidono di integrarlo nel loro esercito. Ha poi un colloquio privato con Bran scusandosi per averlo gettato dalla torre e Bran gli risponde di non provare rancore nei suoi confronti. Nelle ore che precedono la battaglia, alla presenza di Tyrion, Tormund, Podrick e Davos, Jaime realizza il sogno di Brienne, nominandola Cavaliere dei Sette Regni. Durante la battaglia, Jaime e Brienne si proteggono a vicenda, ma vengono sopraffatti dai non-morti; la morte del Re della Notte per mano di Arya Stark, tuttavia, permette loro di sopravvivere. 
Dopo la vittoria, Jaime e Brienne diventano amanti. Giunge però la notizia che Cersei ha catturato e fatto decapitare l'amica di Daenerys, Missandei, attirandosi addosso l'inevitabile vendetta della Madre dei Draghi: Jaime capisce così di non poter lasciar morire Cersei e abbandona Brienne per proteggere la sorella. Durante il viaggio per Approdo del Re, Jaime viene catturato dai soldati di Daenerys. Viene tuttavia liberato da Tyrion, il quale gli chiede di far suonare le campane di Approdo del Re in segno di resa, in modo da salvare gli abitanti dalla furia di Daenerys, e lo ringrazia per essere stato l'unico membro della famiglia ad averlo trattato con affetto. 
Durante l'invasione di Daenerys le campane vengono effettivamente fatte suonare, ma la Madre dei Draghi rade comunque al suolo la città; intenzionato a salvare Cersei, Jaime si introduce nella Fortezza Rossa tramite un passaggio segreto. Dopo un duello con Euron dal quale esce vincitore, ma gravemente ferito, Jaime si ricongiunge alla sorella, per poi scoprire che il passaggio segreto è ormai franato. Mentre la Fortezza Rossa crolla su di loro, Jaime abbraccia Cersei, in un ultimo gesto di affetto. I due saranno ritrovati da Tyrion ancora abbracciati, sepolti dalle macerie.